# Clean Your Clock
A Clean Your Clock a brit Motörhead zenekar koncertfelvétele, amely 2016. június 10-én jelent meg, hozzávetőlegesen hat hónappal a frontember Lemmy halálát követően. A felvétel a zenekar 40 éves jubileumi Európa-turnéján készült a müncheni Zenith klubban 2015. november 20-án és 21-én rögzített két Motörhead-koncert anyagából.
A koncertfelvétel hanganyaga fizikai formában CD-n, dupla LP-n, illetve a digitális zeneáruházak/streaming szolgáltatók internetes felületein jelent meg, a koncertfilm pedig DVD és Blu-Ray formátumban.

## Az album dalai
| 1.      | Bomber                             | 3:35 |
| 2.      | Stay Clean                         | 3:20 |
| 3.      | Metropolis                         | 4:10 |
| 4.      | When the Sky Comes Looking for You | 3:46 |
| 5.      | Over the Top                       | 2:53 |
| 6.      | Guitar Solo                        | 1:59 |
| 7.      | The Chase Is Better Than the Catch | 5:09 |
| 8.      | Lost Woman Blues                   | 4:43 |
| 9.      | Rock It                            | 3:09 |
| 10.     | Orgasmatron                        | 5:39 |
| 11.     | Doctor Rock                        | 8:57 |
| 12.     | Just 'Cos You Got the Power        | 5:57 |
| 13.     | No Class                           | 3:13 |
| 14.     | Ace of Spades                      | 3:50 |
| 15.     | Whorehouse Blues                   | 4:36 |
| 16.     | Overkill                           | 8:59 |
| 1:14:01 |                                    |      |

## Közreműködők
- Ian 'Lemmy' Kilmister – basszusgitár, ének
- Phil Campbell – gitár
- Mikkey Dee – dobok

## Listás helyezések
| Eladási lista (2016)                          | Legjobb helyezés |
| --------------------------------------------- | ---------------- |
| Ausztrália (ARIA Top 50 Albums)               | 67               |
| Ausztria (Ö3 Austria Top 40)                  | 6                |
| Belgium (Ultratop Flandria)                   | 20               |
| Belgium (Ultratop Vallónia)                   | 29               |
| Egyesült Királyság (UK Albums Chart)          | 36               |
| Finnország (Musiikkituottajat Albumit Top 50) | 9                |
| Franciaország (SNEP Album Top 100)            | 77               |
| Hollandia (Dutch Charts Album Top 100)        | 75               |
| Magyarország (MAHASZ Top 40 albumlista)       | 20               |
| Németország (Offizielle Top 100)              | 2                |
| Norvégia (VG-lista Album Top 40)              | 18               |
| Olaszország (FIMI Album Top 20)               | 55               |
| Spanyolország (PROMUSICAE Top 100 Álbumes)    | 27               |
| Svájc (Schweizer Hitparade Top 100 Albums)    | 15               |
| Új-Zéland (Heatseekers Albums)                | 2                |

## Külső hivatkozások
- Motörhead hivatalos diszkográfia